# 오스굿-슐래터 병
오스굿시 병(Osgood–Schlatter disease)이란 슬개골과 다리뼈(대퇴골, 경골)을 연결하는 인대 중 무릎 아래 튀어나온 부분과 연결된 부분에, 즉, 경골 전면에 염증이 생기는 병이다. 무릎의 과잉사용 증후군 중 하나로 여자아이들에 비해 활동성이 높은 남자아이들에게서 비교적 많이 나타난다. 오스굿-슐레터 병이라고도 불린다. 비슷한 병으로 Sinding-Larsen-Johansson Disease(Sinding-Larsen-Johansson Syndrome)이 있다.
이 병을 1903년 처음 진단한 두 의사, 미국의 로버트 베일리 오스굿(Robert Bayley Osgood)과 스위스의 칼 B. 슐래터(Carl B. Schlatter), 이름을 따 오스굿-슐래터 병(Osgood- Schlatter Disease)라고 부르게 되었다.
무릎의 통증을 방치할 경우 통증이 점차 심해져 병이 심각해 짐은 물론, 극단적인 경우에는 성장 장애까지 초래할 수도 있다. 오스굿시 병의 증상을 정확히 파악해 성장통으로 오인하여 병을 방치하는 경우가 발생하지 않도록 주의해야 한다.

## 원인
격렬한 운동을 하거나 지속적으로 무릎에 부담이 가는 일(계단 오르기)을 할 때, 경골 근육이 많이 부착되는 인대에 반복적으로 강한 자극이 가해질 때 발생한다. 10~15세의 성장기 아이들에게 주로 발생하며, 특히 활동성이 높은 남자아이에게 많이 나타난다. 실제 연구 결과에 따르면, 어린 운동선수 집단의 21%가 오스굿 슐래터 병을 경험한 반면 동일한 나이대의 일반 학생들 집단은 5%만이 같은 병을 겪었다고 한다.

## 증상
무릎 또는 무릎 아래쪽 부위가 염증 때문에 살짝 부어있는 것을 볼 수 있다.
초기에는 축구와 같은 격렬한 운동이나, 계단 오르기, 앉았다 일어나기, 무릎 꿇기 등 무릎에 직접적으로 자극, 충격을 가하는 활동을 할 때 무릎(슬개골)에 전체적으로 통증이 나타난다. 시간이 지나면서 통증이 가라앉을 수도 있지만, 치료 없이 운동을 지속하고 무릎에 계속 무리를 준다면 통증이 점차 심해져 평소에 쉬고 있을 때도 통증이 발생할 수 있다.
무릎에 통증이 발생하는 것이 성장통과 아주 유사해 오스굿씨병에 의한 통증이 성장통으로 오인받는 경우도 많으니 주의해야 한다.
성장통의 경우 무릎에 통증이 있을 뿐이지만 오스굿씨 병은 직접적으로 자극이 가해질 때 통증이 더욱 심해진다. 손으로 무릎을 누르거나, 무릎을 꿇어 직접적으로 압박할 경우에 큰 통증이 느껴지면, 또는 걸을 때 절룩거리는 모습을 보이면 오스굿 씨 병을 의심해 봐야한다. 증상이 심해지면 통증 때문에 무릎을 꿇지 못하며 뛰는 것은 물론 걸을 때도 통증이 느껴져 생활에 불편을 끼칠 수 있다.

## 치료
모든 병이 그렇듯이 오스굿 씨 병도 초기에 통증이 진단되었을 때 치료를 시작하는 것이 가장 좋다. 통증을 무시하고 방관할수록 회복기간이 길어지기 때문이다. 통증을 무시하고 격렬한 운동을 계속할 경우 상황이 크게 악화되어 수술을 해야 할 경우가 발생하기도 한다. 오스굿 씨 병에 의한 무릎의 통증을 성장통으로 오인하여 초기에 제대로 된 조치를 취하지 못하고 운동을 계속하여 무릎 근육과 연골에 무리를 주는 경우도 있으므로 각별히 주의해야 한다.
가장 좋은 치료방법은 운동을 줄이고 휴식을 취하는 것이다. 증상의 정도에 따라 휴식 기간, 휴식 정도가 다를 수 있지만 격한 운동이나 활동은 무조건 삼가는 것이 좋다. 보통 2~3개월, 증상의 정도에 따라서는 반년 이상 운동을 피해야할 수도 있다. 냉찜질을 통해 통증을 효과적으로 완화시킬 수 있지만 어디까지나 임시방편이 뿐이다. 무릎 관절을 보호하기 위해 탄력붕대나 무릎 보호대 등을 통해 무릎을 고정시키는 것이 좋다. 오스굿-슐래터 병 치료를 위해 특별히 복용할 수 있는 약물이나 수술 같은 것은 안타깝게도 없다.
오스굿-슐래터 병은 아이의 성장과 함께 성장 연골판이 없어지면서 저절로 치유된다. 성인이 되면 성장 연골이 경골에 완전히 붙게 되어 연한 조직이 단단해지기 때문이다. 뼈의 분열 상태가 계속되어 연골이 뼈에 제대로 붙지 않더라도 간단한 수술로 뼈를 제거해주면 무릎의 통증을 완전히 해소할 수 있다. 따라서, 무리한 방법을 통해 조기에 병을 완치시키려는 노력보다는 통증을 완화하고 증상이 악화되는 것을 막으며 자연스럽게 병이 치유될 수 있도록 노력하는 것이 옳다.
영국 프리미어 리그의 명문 구단 중 하나인 맨체스터 유나이티드에서 활약하고 있는 폴 스콜스는 오스굿-슐래터 병을 겪었던 운동 선수 중 한 명이다.